# You're the Voice
"You're the Voice" je píseň, kterou napsali Andy Qunta, Keith Reid, Maggie Ryder a Chris Thompson, a nazpíval australský zpěvák John Farnham, jenž ji zařadil na album Whispering Jack vydané v září 1986. V Austrálii šlo o jeden z největších hitů roku 1986, když se na prvním místě singlové hitparády Kent Music Report držel 7 týdnů od 3. listopadu do 21. prosince. Na ARIA Music Awards 1987 byla tato píseň vyhlášena singlem roku.
Na videu k písni se objevili herci Derryn Hinch a Jacki Weaver a hudebníci James a Vince Leighovi ze skupiny Pseudo Echo a Greg Macainsh, vydavatelem se stal Glenn Wheatley. Píseň se po více než 25 letech dostala do australského singlového žebříčku, a to na 64. místo.
Šlo i o jednu z nejúspěšnějších Farnhamových písní v Evropě, která se dostala v Německu a Švédsku na první místo a v Rakousku, Irsku, Švýcarsku a Spejeném království mezi prvních 10. I přes úspěch v Kanadě (mezi nejlepšími 20) nezaznamenala výraznější úspěch ve Spojených státech amerických, kde se do žebříčků po prvním vydání v roce 1987 nedostala. V únoru 1990 byla v USA vydána znovu (poté, co Farnham uspěl v Adult Contemporary se skladbou „Two Strong Hearts“). Farnhamova verze se dostala na 82. místo, ale ve Spojených státech je více známa verze z roku 1991 od skupiny Heart.
V Československu byla Farnhamova píseň vydána v roce 1988 vydavatelstvím Supraphon na výběrovém CD Greenpeace – Breakthrough Volume 2.
V lednu 2018 byla píseň, jako součást seznamu „Ozzest 100“ „nejlepších australských písní všech dob“, vyhlašovaného rádiem Triple M, zařazena na 6. místo.

## Umístění v hitparádách
| Žebříček (1986–87, 1990)                                 | Nejvyšší umístění |
| -------------------------------------------------------- | ----------------- |
| Austrálie (Kent Music Report)                            | 1                 |
| Rakousko                                                 | 6                 |
| Belgie (Valonsko, Ultratop 50)                           | 13                |
| Belgie (Vlámsko)                                         | 20                |
| Canada Top Singles (RPM)                                 | 12                |
| Dánsko (Hitlisten)                                       | 9                 |
| Irsko (IRMA)                                             | 3                 |
| Nizozemsko (Dutch40)                                     | 15                |
| Nový Zéland                                              | 13                |
| Švédsko                                                  | 1                 |
| Švýcarsko                                                | 3                 |
| Spojené království (UK Singles, Official Charts Company) | 6                 |
| Spojené státy americké (Billboard Hot 100)               | 82                |
| Západní Německo                                          | 1                 |

| Umístění „You're the Voice“ v ročních žebříčcích (1986) | Žebříček (1986) | Umístění |
| Austrálie (Kent Music Report)                           | 14              |          |

| Umístění „You're the Voice“ v ročních žebříčcích (1987) | Žebříček (1987) | Umístění |
| Austrálie (Kent Music Report)                           | 62              |          |
| Evropa (European Hot 100 Singles)                       | 28              |          |
| Švýcarsko (Schweizer Hitparade)                         | 13              |          |
| UK Singles (OCC)                                        | 53              |          |
| Západní Německo                                         | 6               |          |

## Použití v populární kultuře
Píseň byla použita v několika filmech a televizních pořadech, například filmu Hot Rod z roku 2007, seriálu Merlin a filmu Alan Partridge: Alpha Papa a švédském filmu Medicinen.

## Verze Heart
Americká rocková skupina Heart vydala „You're the Voice“ v roce 1991 jako singl k propagaci alba Rock the House Live!. Píseň nahráli v listopadu 1990 během americké části turné k albu Brigade. Singl se dostal na 20. místo žebříčku Album Rock Tracks; ve Spojením království dosáhl na 56. místo. Video k písni obsahuje záběry z turné a obrázky z tehdy probíhající války v Zálivu.
Píseň byla vydána, na různých místech, v několika limitovaných edicích. Koncem roku 1989 byla nahrána studiová verze pro album Brigade, na nějž ale zařazena nebyla. Studiová podoba byla vydána až roku 2000, na albu, Greatest Hits: 1985–1995.

### V žebříčcích
| Žebříček                                                 | Nejvyšší umístění |
| -------------------------------------------------------- | ----------------- |
| Canada Top Singles                                       | 65                |
| Spojené království (UK Singles, Official Charts Company) | 56                |
| Spojené státy americké (Mainstream Rock, Billboard)      | 20                |